# فابریس ژاندبوز
فابریس ژاندبوز (فرانسوی: Fabrice Jeandesboz‎؛ زادهٔ ۴ دسامبر ۱۹۸۴) دوچرخه‌سوار اهل فرانسه است.
از باشگاه‌هایی که در آن رکاب زده‌است می‌توان به تیم دوچرخه‌سواری دیرکت انرژی، تیم دوچرخه‌سواری سوجاسون و تیم دوچرخه‌سواری اف‌دی‌جی اشاره کرد.